# Jacob Wysocki

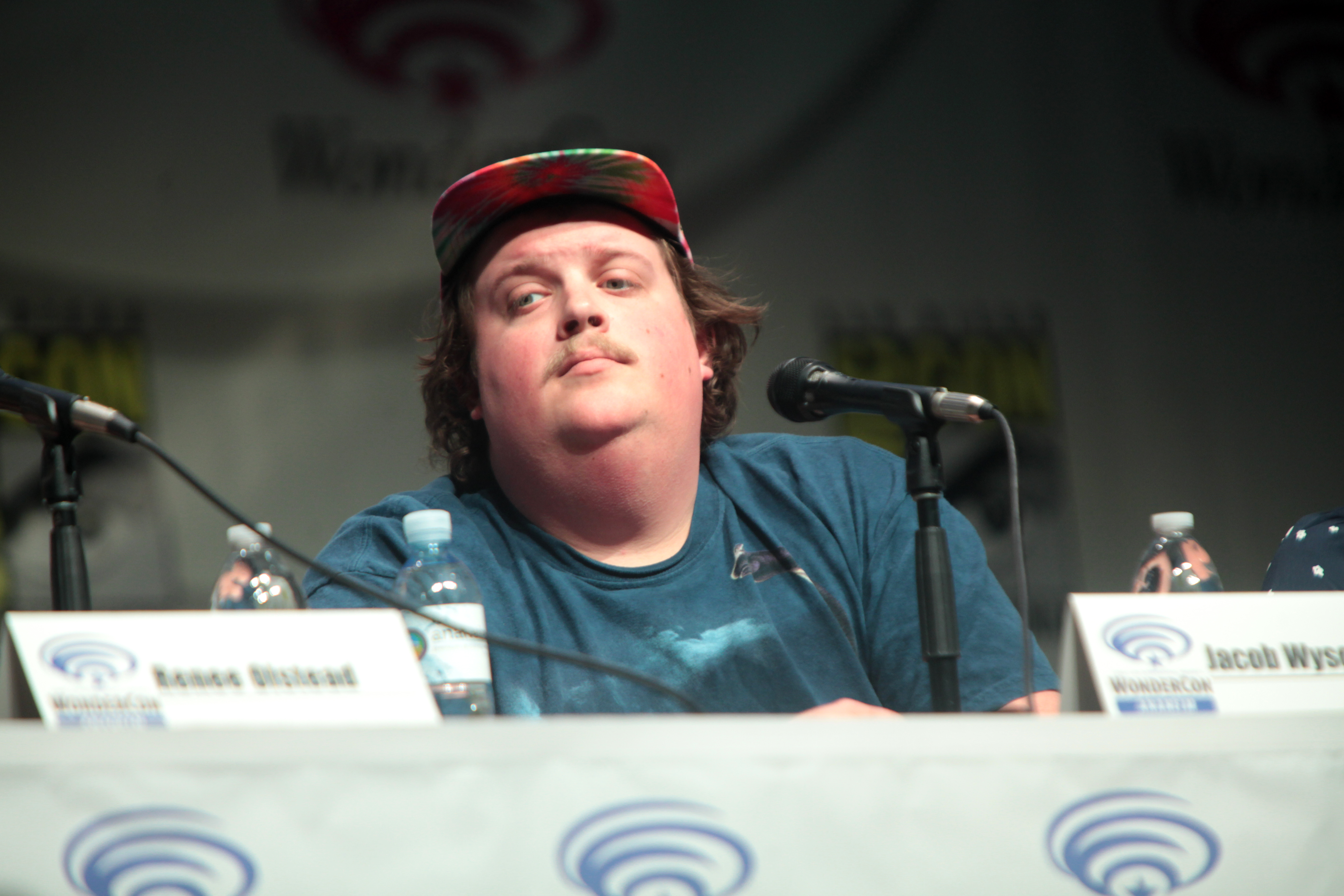
Jacob Wysocki auf der WonderCon 2015

Jacob Wysocki (* 20. Juni 1990 in Lomita, Kalifornien) ist ein US-amerikanischer Schauspieler und Comedian.

## Leben
Wysocki begann sich bereits während der Highschool mit Schauspielerei zu beschäftigen, war im Schultheater aktiv und trat mit der Impro-Gruppe ComedySportz auf. Nach der High School besuchte er die UCLA in Los Angeles, brach sein Studium allerdings ab, um sich auf die Schauspielerei zu konzentrieren. Auf YouTube veröffentlichte er Sketche mit seiner Comedy-Gruppe Bath Boys Comedy. 2010 war Wysocki in der ABC-Family-Serie Huge zu sehen.
Seine erste Hauptrolle übernahm er 2011 an der Seite von John C. Reilly in der Tragikomödie Terri. 2014 trat er im Horrorfilm Unknown User auf. Seit 2022 tritt Wysocki regelmäßig in Formaten des Comedy-Streamingdienstes Dropout auf.

## Filmografie (Auswahl)
- 2010: Huge (Fernsehserie, 10 Episoden)
- 2010: Roughing It: An Improvised Comedy
- 2011: Bath Boys Comedy (Fernsehfilm)
- 2011: Terri
- 2012: Fat Kid Rules the World
- 2012: Boner Police: The Movie
- 2012: Pitch Perfect
- 2013: Glee (Fernsehserie, 1 Episode)
- 2014: Interns (Miniserie, 13 Episoden)
- 2014: Unknown User (Unfriended)
- 2015: Der ganz normale Studentenwahnsinn (Resident Advisors, Fernsehserie, 3 Episoden)
- 2016: Bad Neighbors 2 (Neighbors 2: Sorority Rising)
- 2016: Schlep
- 2016–2018: *Loosely Exactly Nicole (Fernsehserie, 18 Episoden)
- 2017: Please Stand By
- 2018: An Evening with Beverly Luff Linn
- 2018: Funny Story
- 2019: Artista Obscura (Fernsehfilm)
- 2020: Chasers
- 2022: PBC (Fernsehserie, 5 Episoden)